# Буксир повітряних мішеней

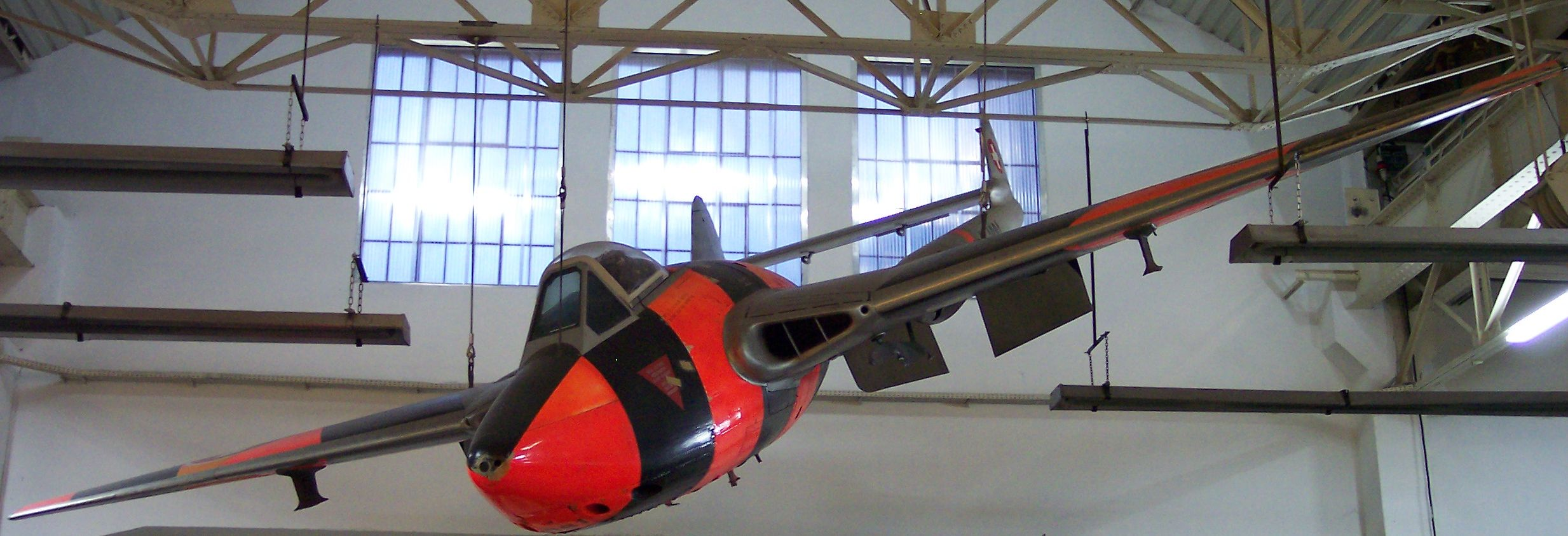
Буксир часто фарбують у яскраві кольори, щоб його не сплутали з мішенню. На фото — de Havilland DH.100 Vampire.

Буксир мішеней — це літальний апарат, який використовується для буксирування повітряних мішеней, призначених для відпрацювання стрільби засобів протиповітряної оборони — зенітної артилерії, зенітних ракетних комплексів абощо. Часто такі буксири являють собою перероблені транспортні, універсальні або морально застарілі бойові літаки. Деякі буксири, такі як Miles Martinet, були спеціально розроблені для цієї ролі. Робота пілота буксирувальника мішеней була і залишається відносно небезпечною, оскільки стрільба по мішені ведеться, як правило, бойовими боєприпасами, а люди, які ведуть цю стрільбу, зазвичай ще проходять навчання.

## Історія
До та під час Другої світової війни буксирувальники мішеней зазвичай належали ВПС, якими експлуатувалися, і були переробленими літаками, що з якихось причин стали непридатними для використання за призначенням або застарілими. Буксир тягнув за собою тканинну мішень на кінці тросу довжиною кілька тисяч метрів. Курсанти (пілоти винищувачів або бортові стрільці) вели по мішені вогонь зі своїх літаків, використовуючи кулі з фарбою для подальшого аналізу влучань. Буксирами користувалася більшість тодішніх ВПС. Зокрема, у Королівських ВПС для цієї мети використовувалися Miles Master II, а також Hawker Henley, Boulton Paul Defiant і Westland Lysander. ВПС США використовували більш старі літаки, такі як TBD Devastator. Люфтваффе і Військово-повітряні сили СРСР також використовували буксири. Основними модифікаціями таких літаків були станція для оператора мішені та лебідка для намотування троса перед посадкою. Лебідка приводилася в дію від аварійної турбіни на зовнішній стороні літака (такі пристрої досі використовуються деякими літаками-заправниками для втягування заправного шланга після завершення заправки). Сама по собі мішень спричиняла значний опір і могла становити небезпеку для менш потужних літаків: при виході з ладу двигуна опору мішені могло бути достатньо, щоб зменшити швидкість літака нижче швидкості звалювання, перш ніж мішень вдавалося відчепити.
Використання літаків-буксирів продовжилося і після війни, хоча тепер все частіше колишні військові літаки закуповувалися, модифікувалися та експлуатувалися цивільними компаніями за контрактом. Наприклад, відомими компаніями у цій галузі були у післявоєнні роки Deutsche-Luftfahrt Beratungsdienst із Західної Німеччини та Svensk Flygtjänst AB зі Швеції, які експлуатували такі літаки, як Hawker Sea Fury, Fairey Firefly та Douglas Skyraider. У багатьох країнах повітряні сили продовжували експлуатувати буксирувальники мішеней від свого імені, але з часом роль цивільних компаній у цій сфері збільшувалася і стала значною у 1960-х — 1970-х роках. Тенденцією все ще було використання колишніх військових літаків, наприклад, австралійська компанія Fawcett Aviation з 1960 року до другої половини 1970-х років використовувала два CAC Mustang, що раніше належали RAAF .
Практика використання колишніх військових літаків як буксирів призвела до того, що вони дожили до епохи, коли стали цінитися як вінтажні (т. з. «warbirds»). Багато колишніх таких буксирів тепер знаходяться у музеях авіації або беруть участь в авіашоу.
У наші дні військові все частіше звертаються до цивільних компаній для надання послуг з буксирування мішеней. Багато компаній, які працюють у цій галузі, використовують замість колишніх військових літаків модифіковані бізнес-джети: переваги експлуатації цивільних літаків включають легкість реєстрації (у багатьох країнах важко зареєструвати колишні військові літаки як цивільні), простоту обслуговування та нижчі експлуатаційні витрати порівняно з колишніми військовими літаками. На 2007 рік до компаній цієї сфери належали FR Aviation Services Ltd. у Великобританії та її асоційовані компанії AVdef у Франції і Falcon Special Air Services у Малайзії, які використовують Falcon 20; Pel-Air з Австралії з літаками Learjet і EIS Aircraft Gmbh в Німеччині з Pilatus PC-9 .
Операції з буксирування мішеней несуть певний ризик для пілотів. Так, 17 вересня 1994 року під час таких навчань ВМС Тайваню буксир Learjet 35 був випадково збитий, внаслідок чого загинули всі чотири члени екіпажу .

## Використовувані моделі літаків
Нижче наведено неповний перелік літаків, що використовуються або використовувалися як буксири повітряних мішеней.

### Спеціально розроблені з такою метою

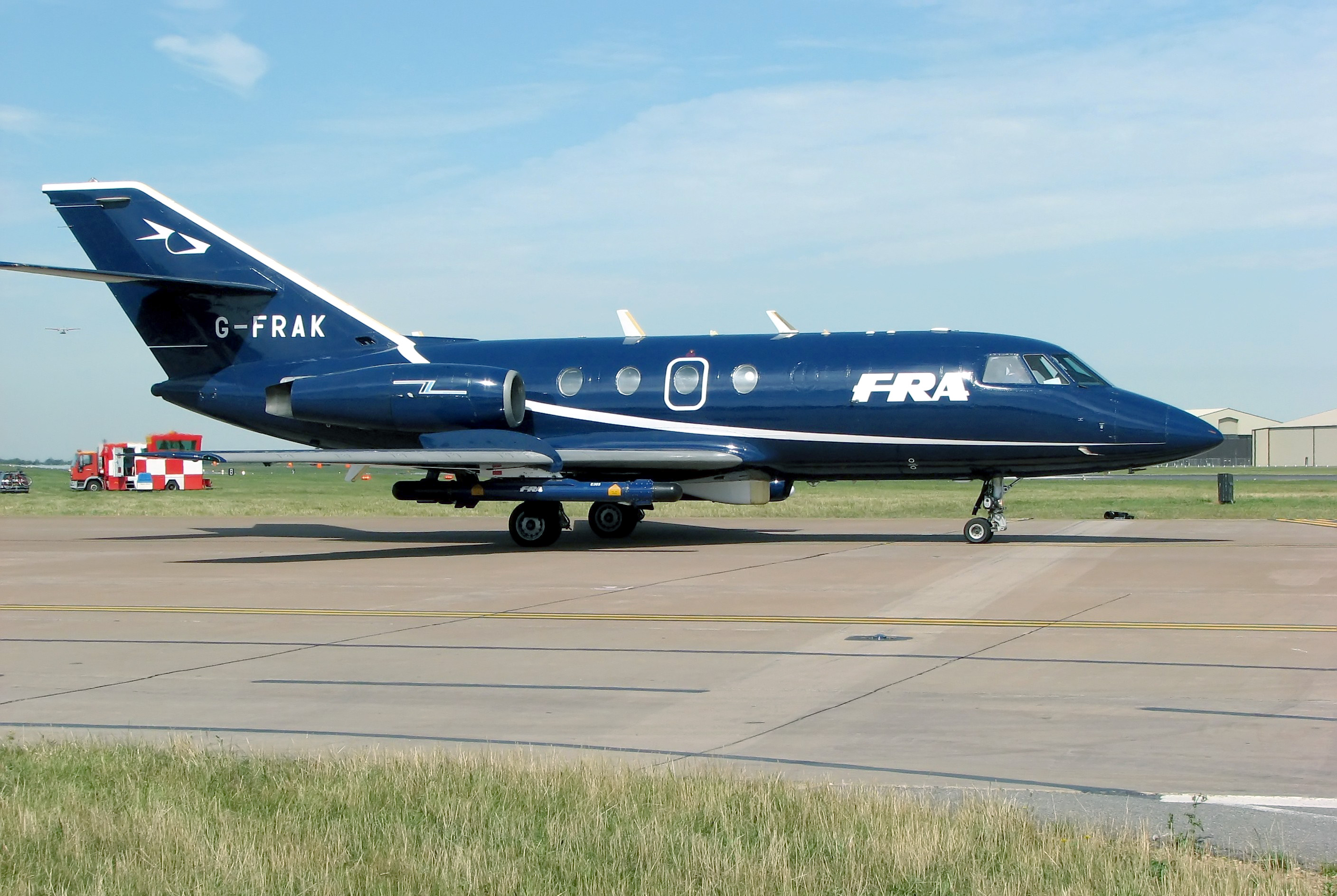
Falcon 20, модифікований для буксирування мішеней. RIAT-2006.

- Bell RP-63A/C «Pinball»
- EKW C-3603-1 Schlepp[en]
- F+W C-3605[en]
- Hawker Henley
- Miles Martinet
- Miles Monitor
- Short Sturgeon[en] [4]

### Модифіковані
| - Armonstrong-Whitworth Meteor TT Mk-20 - Blackburn Botha TT Mk-I - Blackburn Skua TT Mk-I - Boulton Paul Defiant TT Mk-I - Bristol Bolingbroke TT Mk-I - Dassault Falcon 20 | - De Havilland Vampire Mk-52 - Fairey Battle TT Mk-I - Hawker Hart T Mk-IIA - Lockheed F-104DJ - Miles Master T Mk-III - Vickers Wellesley TT Mk-I |

Літери ТТ в позначенні британських літаків означають «Target Tug» — «буксир мішеней».